# 蒙特里·迪布洛奇
蒙特里·迪布洛奇（Montolio deBrouchee）是R·A·萨尔瓦多在角色扮演游戏《龙与地下城》的被遗忘的国度设定中所虚构的一个人类角色。蒙特里是一位著名的游侠，他的使命是保护所有的生物远离邪恶，信奉森林女神梅莉凯。他做了多年游侠后，由于双目失明而隐居在蒙奇树林。他是黑暗精灵游侠崔斯特·杜垩登的好友。他的宿敌是半兽人。
他的眼睛在一次与红龙的战斗中失明，但是他能够同周围所有的动物进行交流，并且依靠他们代替自己的双眼。
他与崔斯特·杜垩登在小树林之役打败了半兽人的进攻后，就达到了寿命的极限而死去。